# Teopempto (prefeito urbano)
Teopempto (em grego: Θεοπέμπτος; romaniz.: Theopémptos) foi um oficial bizantino do século VII, ativo sob o imperador Focas (r. 602–610). Em 605/7, é citado como prefeito urbano de Constantinopla. Nessa posição, torturou a imperatriz Constantina (r. 582–602) em nome de Focas e a obrigou a incriminar Romano. É possível que seja o prefeito homônimo mencionado num peso de vidro.